# Am Keilstein
Am Keilstein ist ein etwa 46 Hektar großes zur Stadt Regensburg gehörendes Naturschutzgebiet im Osten von Regensburg, Bayern. Das Schutzgebiet umfasst die der Donau zugewandten Südhänge des Keilsteins und ist ein Rückzugsgebiet besonders wärme- und trockenheitsliebender Tier- und Pflanzenarten. So finden sich auch aus den Steppengebieten Osteuropas über das Donautal eingewanderte Pflanzenarten.
Nördlich schließt  das Naturschutzgebiet Südöstliche Juraausläufer bei Regensburg, westlich der Kalksteinbruch Keilberg an, dessen äußere Grenzen seit 1998 festgeschrieben sind. Im Osten des Gebiets liegt die geologische Störungslinie Tegernheimer Schlucht, die hier den fränkischen Jura vom kristallinen Grundgebirge des Bayerischen Waldes abgrenzt.
Der große Felsen ist vom Bayerischen Landesamt für Umwelt als Geotop 362R002 ausgewiesen. Siehe hierzu auch die Liste der Geotope in Regensburg. Das Naturschutzgebiet ist Bestandteil des Fauna-Flora-Habitat-Gebiets Trockenhänge bei Regensburg (FFH-Nr. 6938-301; WDPA-Nr. 555521762).